# Фотостабилизатор
Фотостабилизатор (светостабилизатор) — химическое соединение, разновидность химических стабилизаторов, способное ингибировать  реакции фотоокисления или реакции фотолиза, происходящие при отсутствии кислорода. Механизм действия фотостабилизаторов предположительно связан либо с поглощением химически активных лучей света, либо с их переиспусканием по закону Стокса в более длинноволновой и химически неактивной области в процессе фотолюминесценции.
К светостабилизаторам также относятся и природные соединения, защищающие у растений и животных клетки организма от воздействия света. К таким соединениям причисляют каротиноиды, различные растительные пигменты и другие вещества.
В промышленности наибольшее распространение получили фотостабилизаторы, применяющиеся для усиления светостойкости полимеров. Помимо полимеров, в технике они применяются также для изготовления лазерных сред, красителей, различных препаратов и промышленных товаров.

## Классификация
Классификация светостабилизаторов проводится по трём основным направлениям:
- по химическому строению. Выделяют арилсалицилаты, гидроксифенилбензотриазолы, пространственно-затруднённые амины и другое;
- по механизму действия. Здесь фотостабилизаторы делятся на антиоксиданты, УФ-абсорберы, тушители и прочее. В рамках такой классификации, практически применяющиеся соединения для полимеров разделяют на три основных группы: светостабилизаторы типа А (экранирующие путём поглощения света или его отражения), светостабилизаторы типа Б (тушители, переносят энергию от полимера к стабилизатору, после чего рассеивают), светостабилизаторы типа В (ингибиторы темновых реакций, не оказывающие влияние на фотохимические реакции)[3];
- по техническому назначению: для полимеров, для красителей, для лазеров и так далее.